# Моен, Андерс
Андерс Моен (норв. Anders Moen; 1 октября 1887, Станге, Хедмарк — 5 июля 1966, Шедсму, Акерсхус) — норвежский гимнаст, серебряный призёр летних Олимпийских игр 1908 года.
На Играх 1908 года в Лондоне Моен участвовал только в командном первенстве, в котором его сборная заняла второе место.